# Paddy Reynolds
Paddy Reynolds (Dromard (County Longford), 17 december 1920 - Staten Island (Verenigde Staten), 15 juni 2005) was een van de bekendste Ierse traditionele violisten.
De eerste vioollessen ontving Paddy (Patrick) van zijn moeder. In 1947 emigreerde Paddy naar New York. Hij vormde daar een trio met John en Nancy Ryan. Later ging hij met zijn vriend de Ierse violist Andy McGann aan het werk en verzorgden honderden feesten, bruiloften en andere partijtjes met hun spel. Zij werden daarbij geholpen door Larry Redican. Zij werden de kern van de New York Ceili Band, een ensemble waar ook button accordeon speler Paddy O’Brien, Galway fluit speler Jack Coen en een jonge  pianist Felix Dolan deel uitmaakten.
In 1977 gingen Paddy en Andy McGann en gitarist Paul Brady een opname maken in een studio, die later tot een van beste Ierse vioolduetten gerekend zou worden. 

## Discografie
- Atlantic Wave, 1971
- My Love is in America, 1977
- Andy McGann & Paddy Reynolds, 1994